# Lavandula bipinnata
Lavandula bipinnata là một loài thực vật có hoa trong họ Hoa môi. Loài này được (Roth) Kuntze mô tả khoa học đầu tiên năm 1891.